# Столярова, Валентина Леонидовна
Валенти́на Леони́довна Столярова (род. 20 января 1952, Ленинград) — российский химик, специалист в области высокотемпературной химии оксидных систем и материалов, академик РАН (2022), почётный профессор СПбГУ (2023).

## Биография
Родилась 20 января 1952 года в Ленинграде.
В 1974 году окончила химический факультет Ленинградского государственного университета.
В 1978 году окончила аспирантуру Института химии силикатов имени И. В. Гребенщикова АН СССР и после защиты кандидатской диссертации в 1979 году работала там, пройдя путь от инженера до ведущего научного сотрудника (1991—1993 годы), а затем заведующего лабораторией высокотемпературной химии гетерогенных процессов (с 2000 по 2006 годы).
В 1992 году защитила докторскую диссертацию, специальность «физическая химия», тема: «Термодинамические свойства и процессы испарения расплавов оксидных систем и материалов».
С 1993 по 1999 годы — приглашённый профессор в Отделе теоретической металлургии Королевского технологического института (Стокгольм, Швеция), консультант Отдела безопасности ядерных реакторов в этом же институте.
В 1997 году — избрана членом-корреспондентом РАН.
С 2001 по 2006 годы — профессор кафедры физической химии СПбГЭТУ «ЛЭТИ» (по совместительству).
В 2005 году — присвоено учёное звание профессора по специальности «физическая химия».
С 2006 года и по настоящее время — профессор кафедры общей и неорганической химии химического факультета Санкт-Петербургского госуниверситета (СПбГУ).
В 2022 году — избрана академиком РАН. В 2023 году вошла в состав президиума Санкт-Петербургского отделения академии.

## Научная деятельность
Область научных интересов: физическая и неорганическая химия, высокотемпературная химия оксидных систем и материалов (стекол, керамики, покрытий), высокотемпературная масс-спектрометрия, термодинамика и моделирование.
Инициатор работ в области высокотемпературной масс-спектрометрии оксидных систем и материалов (стекол, керамики, покрытий) и возглавляет научную школу по направлению: «Испарение и термодинамические свойства оксидных систем и материалов при высоких температурах».
Результаты исследования в области высокотемпературной масс-спектрометрии позволили использовать их в следующих проектах:
- создание единой концепции прогнозирования процессов испарения и термодинамических свойств оксидных расплавов;
- разработка высокотемпературных защитных покрытий для космического корабля «Буран»;
- выбор стекол с наименьшей летучестью для захоронения радиоактивных отходов и для специальных областей электронной техники;
- анализ поведения оксидных материалов в экстремальных условиях в металлургии и ядерной энергетике[1].

Автор и соавтор 330 научных работ, включая две монографии и два патента.
Неоднократно выступала приглашённым лектором в ведущих научных центрах США, Японии, Финляндии, Германии, Великобритании, Швеции.
- «Физико-химические свойства и структура щелочноборосиликатных стекол и расплавов: расчет и экспериментальные исследования», РФФИ № 04-03-32886;
- «Высокотемпературное исследование и оптимизация физико-химических свойств и структуры щелочноборосиликатных стекол, используемых для захоронения радиоактивных отходов», РФФИ № 05-03-08029;
- «Физико-химическое исследование боросиликатных стекол и расплавов, содержащих щелочноземельные оксиды: эксперимент и моделирование», РФФИ № 07-03-00238;
- «Физико-химические свойства и структура боросиликатных стекол и расплавов, содержащих оксиды тяжелых металлов: экспериментальные исследования и расчет», РФФИ № 10-03-00705.

Руководила выполнением проектов:
- «Исследование летучести боратных образцов расплавленных материалов», проект с фирмой Питтсбург Плэйт Глас, США;
- «Высокотемпературное масс-спектрометрическое исследование термодинамических свойств шлаков, содержащих ванадий», проект с Королевским институтом технологий, Швеция[1].

Под её руководством защищено четыре кандидатских диссертации.
Читает курсы лекций «Физико-химические основы материаловедения», «Масс-спектральные термодинамические исследования», «Принципы и концепции современной химии», «Высокотемпературная масс-спектрометрия» (на английском языке), «Прикладные аспекты химии» на химическом факультете СПбГУ.
- учёный секретарь совета ГКНТ СССР «Стекломатериалы» и постоянной рабочей группы «Стекломатериалы», объединяющей участников социалистических стран (1989—1993);
- представляла российскую науку в Международном масс-спектрометрическом обществе (2000—2004);
- член правления Всероссийского масс-спектрометрического общества (2003—2006);
- председатель Национальной комиссии по стеклу и член руководящего комитета Международной комиссии по стеклу (2001—2006);
- член редколлегии журнала «Физика и химия стекла» (2001—2006);
- член редколлегии журнала «Общая химия»
- член диссертационного совета химического факультета СПбГУ по специальности «Неорганическая химия и радиохимия»;
- член диссертационного совета Санкт-Петербургского государственного технологического института (технологического университета) по специальности «Материаловедение»;
- член Северо-Западного отделения Научного совета по горению РАН;
- член секции по химической термодинамике Научного совета по физической химии РАН;
- член правления и председатель секции «Масс-спектрометрия» Санкт-Петербургского отделения Российского химического общества им. Д. И. Менделеева.

## Избранные труды[1]
1. Stolyarova V. L., Semenov G. A. Mass spectrometric study of the vaporization of oxide systems. Wiley & Sons. Chichester. 1994. 434 p.
2. Столярова В. Л. Масс-спектрометрическое исследование термодинамических свойств оксидных расплавов.// Физика и химия стекла. 2001. Т. 27. № 1. С. 3-15.
3. Столярова В. Л., Лопатин С. И., Бондарь В. В. Высокотемпературное масс-спектрометрическое исследование термодинамических свойств системы MgO-SiO2. // Доклады Академии наук. 2004. Т. 399. № 1. С. 82-84.
4. Столярова В. Л., Лопатин С. И., Белоусова О. Л., Грищенко Л. В. Фазовые равновесия и термодинамические свойства компонентов системы Cs2O-B2O3-SiO2 при высоких температурах. // Физика и химия стекла. 2006. Т. 32. № 1. С. 80-89.
5. Stolyarova V. L. Thermodynamic properties and structure of ternary silicate glass-forming melts: experimental studies and modeling // J. Non-Crystalline Solids. 2008. V. 354. N 12-13. P. 1373-1377.
6. Столярова В. Л., Лопатин С. И., Шугуров С. М. Термодинамические свойства силикатных стекол и расплавов. V. Системы CaB2O4-CaSiO3 и Ca2B2O5-CaSiO3. // ЖОХ. 2008. Т. 78. Вып. 6. С. 912-918.
7. Столярова В. Л., Лопатин С. И., Шилов А. Л. Термодинамические свойства силикатных стекол и расплавов. VI. Система SrO-B2O3-SiO2. // ЖОХ. 2009. Т. 79. Вып. 9. С. 1422-1428.
8. Wang L. J., Stolyarova V. L., Lopatin S. I., Seetharaman S. High-temperature mass spectrometric study of the vaporization processes in the system CaO-MgO-Al2O3-Cr2O3-FeO-SiO2.// Rapid Communications in Mass Spectrometry. 2009. V.23. N 14. P. 2233-2239.
9. Столярова В. Л., Лопатин С. И., Шугуров С. М., Шилов А. Л. Термодинамические свойства силикатных стекол и расплавов. VII. Система MgO-B2O3-SiO2. // ЖОХ. 2010. Т. 80. Вып. 12. С. 1952-1962.
10. Wang H., Stolyarova V. L., Lopatin S. I., Kutuzova M. E., Seetharaman S. High-temperature mass spectrometric study of the vaporization processes of V2O3 and vanadium-containing slags. // Rapid Communications in Mass Spectrometry. 2010. V.24. N 16. P. 2420-2430.

## Награды[1]
- Медаль ордена «За заслуги перед Отечеством» II степени (5 февраля 2024 года) — за большой вклад в развитие отечественной науки, многолетнюю плодотворную деятельность и в связи с 300-летием со дня основания Российской академии наук[3]
- Медаль «В память 300-летия Санкт-Петербурга»
- Премия Международного научного фонда (1993)
- стипендиат Королевской Академии наук Швеции (1994—1996)
- стипендиат Шведского Института (1993)
- стипендиат фонда Виннергрен (1998)
- Соросовский профессор (2004)